# Sony Ericsson C905i
Le Sony Ericsson C905i est un téléphone mobile commercialisé par Sony Ericsson en 2008.
Dévoilé le 17 juin 2008 lors d'une conférence à Amsterdam en même temps que le K330i, F305i, J132i, et S302i, le C905i -nom de code Shiho- bénéficie du premier capteur de 8,1 mégapixels au monde pour un téléphone destiné au marché mondial (et non uniquement coréen). Il est doté d'un écran de 2.4", de la 3G+ et du Wi-Fi. Quelques semaines après son annonce, il obtint déjà des scores élevés,. Lors de son apparition sur le site officiel, il était déjà décliné en 3 coloris : Night Black (noir), Ice Silver (argenté), et Copper Gold (brun).

## Rumeurs et intrigue
Sur les forums spécialisés dans le domaine de la téléphonie mobile, beaucoup se demandaient d'où provenait le retard de Sony Ericsson dans de nombreux domaines, tels que le Wifi, le GPS, les connectivités, et le faible nombre de téléphones équipés de capteurs de 5 mégapixels. On connaissait déjà la recherche sur des capteurs de 8,1 mégapixels chez Samsung, mais personne ne s'imaginait une sortie aussi rapide, de plus chez Sony Ericsson.
Les premières photos circulant sur le net sont apparues vers le 10 juin, des vidéos sont apparues sur YouTube simultanément et les surprises n'en étaient plus vraiment en ayant pris connaissance de l'annonce d'Amsterdam.

## Caractéristiques et innovations

### Un capteur de 8,1 mégapixels

#### Appareil photo
Placé dans la série C de Sony Ericsson, le C905i indique par son nom qu'il fait partie du haut de gamme. Bien que Samsung ait déjà développé un téléphone de 10 mégapixels, il ne s'agissait la plutôt d'un appareil photo ayant la fonction de téléphone que l'inverse du fait de sa taille et de son poids qui demeurent encore exagérés aujourd'hui. 
Ce téléphone peut donc être considéré comme le premier téléphone mobile équipé d'un appareil photo de 8 mégapixels, bien que la multiplication de la hauteur par la largeur (3264×2448) du cliché pris aboutisse à 7,99 mégapixels. L'innovation ne se résume pas qu'à une augmentation de la taille des clichés car elle est accompagnée de divers fonctionnalités nouvelles mais quelquefois déjà connues du grand public sur les appareils photos de Sony. On peut citer le GéoTracking, une fonction permettant d'inscrire dans les méta-données des fichiers enregistrés par le téléphone, le lieu de la prise, sous forme de coordonnées. Comme sur les appareils photo de la marque, ce terminal permet de cibler les sourires sur l'écran. Diverses autres technologies se sont elles aussi invitées sur ce terminal, telles le Smile Shutter, ou l'option BestPic.
On peut considérer ce téléphone comme le successeur du K850i, bien que celui-ci ne soit qu'une vulgaire innovation en matière de mégapixel du célèbre K800i.

#### Caméra vidéo
Depuis des années, les fidèles de la marque sont déçus par la piètre qualité de l'enregistreur vidéo, filmant en QCIF (définition réservée à la visiophonie). Cette taille de vidéo était devenue carrément ridicule, d'une part face à la concurrence, et d'une autre part, la vidéo n'atteignait pas la définition de l'écran, comme ce fut le cas sur la K800i. On assista d'abord à une évolution lors de l'entrée en scène du K850, avec une définition de 240×320, pour un écran de même définition. Parallèlement, on assistait à la montée en puissance de la qualité des vidéos, d'abord avec certains modèles de chez Nokia, puis de chez LG, notamment avec le KU990 viewty, permettant de filmer en VGA, soit quatre fois plus que le K850 alors que celui-ci est arrivé après le LG, et des frames allant jusqu'à 120ips, alors que seul le K850 atteignait péniblement les 30ips lors de l'achat. Tous les autres modèles, en Europe tout du moins, filmaient en QCIF.
Sony Ericsson ne rattrape pas son retard avec ce terminal qui ne dispose que d'une caméra vidéo filmant seulement en QVGA (320×240 pixels), mais la fluidité est au moins au rendez-vous.

### GPS
Ce terminal n'est pas le premier de la marque à intégrer le GPS. Certains autres téléphones de la série C et G l'avaient déjà. Il permet de se localiser grâce à Google Maps, de créer des trajets, ou de localiser le lieu de prise de photos (geotracking). Il est exploitable par d'autres applications. En pratique, à cause de la petitesse de l'antenne qui rend la localisation difficile, le téléphone se repère beaucoup plus souvent avec son A-GPS, ie, par rapport aux antennes de téléphonie mobile.

### Autre fonctions
Le C905i est doté d'un accéléromètre, permettant de changer le mode de vue d'horizontal à vertical et vice versa en basculant simplement le téléphone. Il est utilisable pour les jeux, permettant par exemple de ne pas se servir des touches pour jouer à un jeu de course automobile, et permet aussi de stabiliser efficacement les photos.
Son support de la 3G+ lui permet de naviguer très rapidement sur internet, mais beaucoup d'utilisateurs lui ont reproché la mauvaise qualité de son navigateur. Cependant, il est possible d'installer des logiciels tiers, tels Opera Mini.
Le téléphone, ne tournant pas sous Symbian mais sous le système propriétaire de Sony Ericsson, n'a que les applications Java d'accessible en tant qu'extensions.

## Prix, date de commercialisation, publicité et astuces
Dès son officialisation, le prix était annoncé aux alentours de 570 € le jour de sa sortie, en octobre 2008. Le prix non officiel circulant sur le net place déjà son prix à la baisse, aux alentours de 400 €.

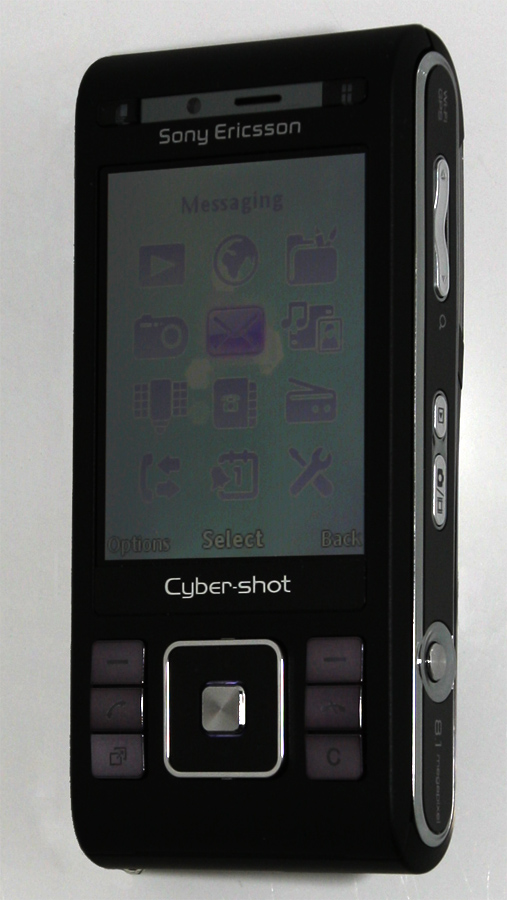
Face avant du C905i

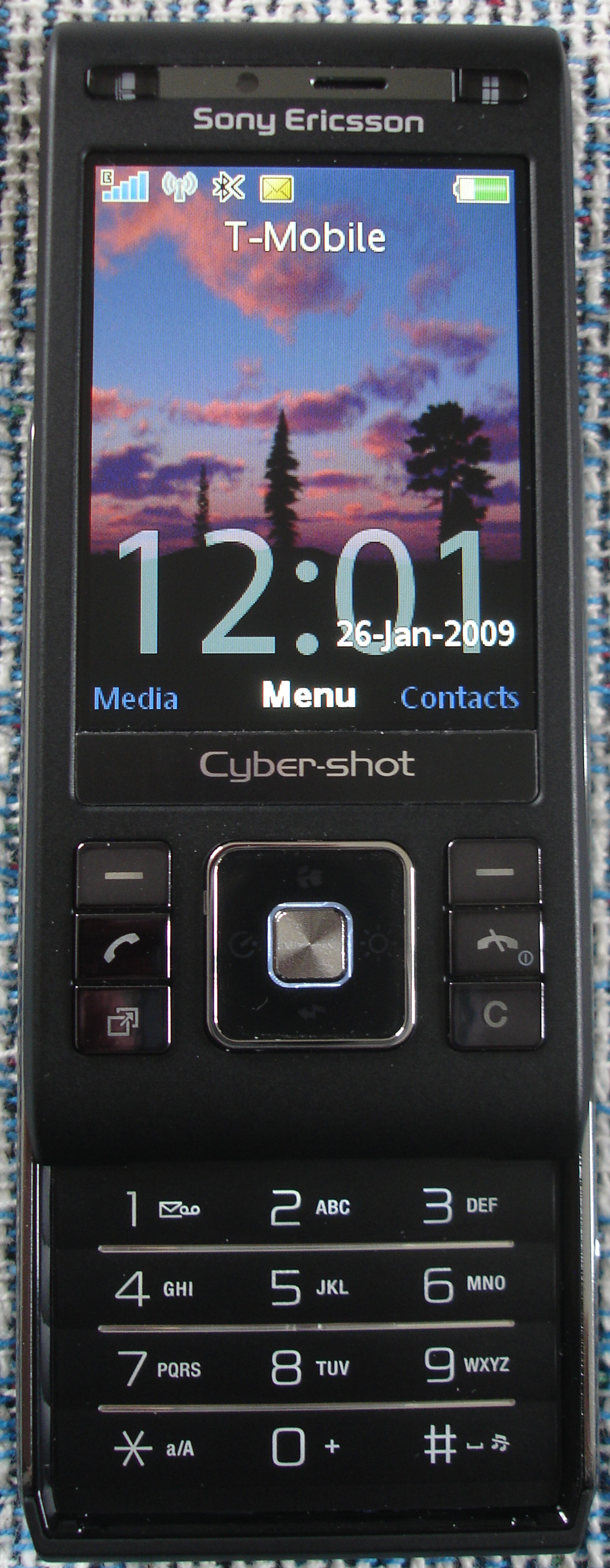
C905i avec le clavier ouvert

- Astuces de paramétrages.